# Kang Tae-oh
Kim Yoon-hwan (en hangul, 김윤환), conocido profesionalmente como Kang Tae-oh (hangul: 강태오, Busan, Corea del Sur, 20 de junio de 1994) es un actor y cantante surcoreano.

## Biografía
Es buen amigo de los actores Seo Kang-joon, Gong Myung, Lee Tae-hwan, Yoo Il y de Song Jae-rim.

## Carrera
El 8 de abril del 2020 se anunció que se había unido a la agencia "Man of Creation" (M.O.C). Previamente fue miembro de la agencia "Fantagio", hasta el 31 de marzo del 2020, después de que decidiera no renovar su contrato con ellos.
En el 2011 se unió a la serie The Clinic for Married Couples: Love and War 2 donde interpretó a Joo Won, el exnovio de Suyeong.
Del 2013 hasta el 31 de marzo del 2020 formó parte del grupo "5urprise" junto a Seo Kang-joon, Gong Myung, Yoo Il y Lee Tae-hwan. Ese mismo año hizo su debut en la serie de televisión After School: Lucky or Not junto a los miembros de "5urprise".También apareció como personaje recurrente en la serie Miss Korea donde dio vida al hijo de Ma Ae-ri, la directora del concurso de belleza.
En 2014 se unió al elenco principal de la serie Forever Young donde interpretó a Lee Jun-su, hasta el 2015. Papel que volvió a interpretar en el 2016 durante Forever Young 2 hasta el 2017.
En el 2015 se unió al elenco recurrente de la serie Queen's Flower donde interpretó a Heo Doug-gu, el hijo mayor de Huh Sam-shik (Jo Hyung-ki).
En 2017 participó en el programa Law of the Jungle in Kota Manado donde participó junto a Kim Byung-man, Kim Min-seok, Kyungri, Yoon Jung-soo y Kim Young-chul.
El 5 de febrero de 2018 se unió al elenco principal de la miniserie Short, donde interpretó a Kang Ho-young, un patinador de velocidad, hasta el 12 de febrero del mismo año. El 5 de marzo del mismo año se unió al elenco recurrente de la serie That Man Oh Soo, donde dio vida a Kim Jin-woo, un maestro de secundaria de educación física, hasta el final de la serie el 24 de abril del mismo año.
El 18 de abril del 2019 se unió al elenco principal de la serie de Netflix My First First Love, donde interpretó a Choi Hoon, un joven que luego de que su padre lo dejara de apoyar económicamente decide seguir su sueño de convertirse en un artista musical, hasta el final de la serie ese mismo año. El 30 de septiembre del mismo año se unirá al elenco principal de la popular serie The Tale of Nokdu (también conocida como "Mung Bean Chronicle"), donde dio vida a Cha Yul-mu, un hombre con una apariencia aparentemente perfecta y habilidades para la cocina que a pesar de presentar una apariencia dulce y gentil en realidad es un ser cruel obsesionado con Dong Dong-joo (Kim So-hyun) y el trono, hasta el final de la serie el 25 de noviembre del mismo año.
El 16 de diciembre de 2020 se unió al elenco principal de la serie Run On, donde interpretó a Lee Young-hwa, un popular, atractivo y encantador estudiante de arte, hasta el final de la serie el 4 de febrero de 2021.
En mayo de 2021 se unió al elenco de la serie Doom at Your Service (también conocida como "One Day Destruction Came Through My Front Door"), donde dio vida a Lee Hyun-kyu, un hombre que dirige una cafetería y que lamenta mucho la razón por la que dejó a su primer amor, hasta el final de la serie el 29 de junio del mismo año.
El 8 de abril de 2022, se confirmó que se uniría al elenco de la serie de ENA y Netflix, Woo, una abogada extraordinaria (también conocida como "Unusual Lawyer Woo Young Woo") donde interpreta a Lee Jun-ho, un empleado del gran bufete de abogados Hanbada; es una persona que a pesar de ser atractiva no se aprovecha de ello, y siempre es considerado con los demás. La serie gozó de gran éxito, y gracias a ella el actor obtuvo un gran aumento en su popularidad, nunca tan alta desde su debut, pues pasó de 600 000 a dos millones de seguidores, muchos del extranjero; sin embargo, tras finalizar la misma Kang tenía que alistarse para cumplir con el servicio militar, lo que supondría una parada en su carrera artística. El actor comenzó su servicio el 20 de septiembre de 2022, apenas un mes después de concluir la emisión de la serie.

## Filmografía

### Series de televisión
| Año     | Título                                         | Personaje                 | Notas                      | Ref.          |
| ------- | ---------------------------------------------- | ------------------------- | -------------------------- | ------------- |
| 2011    | The Clinic for Married Couples: Love and War 2 | Joo Won                   | Ep. "Her Choice"           |               |
| 2013    | After School: Lucky or Not                     | Kang Tae-oh               | Serie web, 12 episodios    |               |
| 2013    | Drama Festival - Save Wang Jo-hyeon            | Nam Nam-cheol             | Ep. 7                      |               |
| 2013-14 | Miss Korea                                     | Hijo de Ma Ae-ri          | -                          |               |
| 2014    | Twenty Years                                   | Borracho                  | -                          |               |
| 2014-15 | Forever Young                                  | Lee Jun-su                | 36 episodios               |               |
| 2015    | Queen's Flower                                 | Heo Doug-gu               | -                          |               |
| 2015    | To Be Continued                                | Pandillero                | -                          |               |
| 2015    | Twenty Again                                   | Young Woo-chul (de joven) | -                          |               |
| 2015    | The Dearest Lady (Best Lovers)                 | Choi Young-kwang          | 121 episodios              |               |
| 2016-17 | Forever Young 2                                | Lee Jun-su / Jace         | 36 episodios               |               |
| 2017    | You Are Too Much                               | Lee Kyung-soo             | 50 episodios               |               |
| 2018    | Short                                          | Kang Ho-young             | 4 episodios                |               |
| 2018    | That Man Oh Soo                                | Kim Jin-woo               | 16 episodios               |               |
| 2019    | Because It’s My First Love                     | Choi Hoon                 | 16 episodios               |               |
| 2019    | The Tale of Nokdu                              | Cha Yul-mu                | 32 episodios               |               |
| 2019    | Love with Flaws                                | Jung Tae                  | 2 episodios                |               |
| 2020-21 | Run On                                         | Lee Young-hwa             | 16 episodios               |               |
| 2021    | Doom at Your Service                           | Lee Hyun-kyu              |                            | [ 22 ]        |
| 2021    | The Effect of a Finger Flick on a Breakup      | Cha Min-jae               | Drama Special, un ep.      | [ 23 ] [ 24 ] |
| 2022    | Treinta y nueve                                | Amigo de Park Hyun-joon   | Aparición especial, ep. 11 | [ 25 ]        |
| 2022    | Woo, una abogada extraordinaria                | Lee Jun-ho                | 16 episodios               | [ 26 ] [ 20 ] |
| 2025    | Amor en el laboratorio                         | So Baek-ho                | 12 episodios               | [ 27 ] [ 28 ] |

### Películas
| Año  | Título        | Personaje    | Notas | Ref.   |
| ---- | ------------- | ------------ | --- | ------ |
| 2018 | Feng Shui     | Won-kyung    | junto a Jo Seung-woo, Ji Sung, Kim Sung-kyun, Moon Chae-won, Tae In-ho, Lee Won-keun, Kim Min-jae y Yoo Jae-myung |        |
| 2022 | Open the Door | Detective Na | | [ 29 ] |

### Programas de variedades

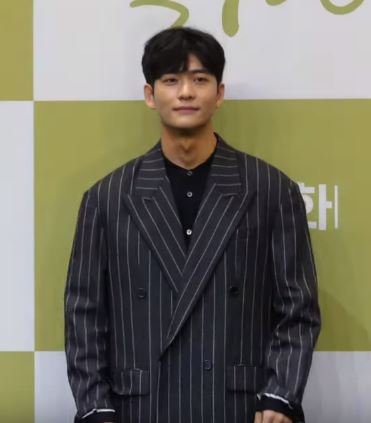
Kang Tae-oh en septiembre de 2019.

| Año        | Programa                         | Notas                                                             |
| ---------- | -------------------------------- | ----------------------------------------------------------------- |
| -          | Let's Go! Dream Team             | Ep. # 207-210                                                     |
| 2015       | Match Made in Heaven Returns     | Ep. # 4-5 - invitado                                              |
| 2016       | The Return of Superman           | Ep. # 162 - aparición especial                                    |
| 2014, 2017 | We Got Married                   | 5 episodios - aparición especial - junto a Seo Kang-joon y Yoo Il |
| 2016, 2017 | Hello Counselor                  | 2 episodios (Ep. #299 y 344) - invitado                           |
| 2017       | Law of the Jungle in Kota Manado | Ep. # 252-255 - miembro                                           |
| 2018       | Busted!                          | Ep. #4 - invitado - junto a 5urprise                              |
| 2019, 2020 | Running Man                      | 3 episodios - (Ep. #483-484, 493) - invitado                      |

### Videos musicales
| Año  | Grupo/Artista                | Canción           | Notas                                   |
| ---- | ---------------------------- | ----------------- | --------------------------------------- |
| 2012 | Hello Venus                  | "Venus"           | apareció en el video                    |
| 2015 | Sunny & Rooftop House Studio | "Heart Throbbing" | apareció en el video junto a Kim Ye-won |

### Anuncios
| Año  | Título              | Notas                 |
| ---- | ------------------- | --------------------- |
| 2013 | OCN Ha Jeong-woo CF | junto a Gong Myung    |
| 2012 | SkinFood CF         | (marca de cosméticos) |
| 2012 | Nex-5t              | (cámara de Sony)      |

## Premios y nominaciones
| Año  | Premio               | Categoría                              | Trabajo                                   | Resultado | Ref.   |
| ---- | -------------------- | -------------------------------------- | ----------------------------------------- | --------- | ------ |
| 2017 | Asia Artist Award    | Rising Star Award                      | -                                         | Ganó      |        |
| 2019 | 33rd KBS Drama Award | Best Bromance (junto a Jang Dong-yoon) | The Tale of Nokdu                         | Nominados |        |
| 2019 | 33rd KBS Drama Award | Netizen Award                          | The Tale of Nokdu                         | Nominado  |        |
| 2019 | 33rd KBS Drama Award | Best New Actor                         | The Tale of Nokdu                         | Ganó      | [ 35 ] |
| 2021 | KBS Drama Award      | Best Actor in Drama Special/TV Cinema  | The Effect of a Finger Flick on a Breakup | Nominado  |        |